# CGC Viareggio 2014-2015
Questa voce raccoglie le informazioni riguardanti del CGC Viareggio nelle competizioni ufficiali della stagione 2014-2015.

## Stagione
Trentacinquesima stagione di massima serie, A1. Il CGC Viareggio arriva secondo in classifica per scontri diretti con il Breganze (59 punti entrambe). Nessuno tra gli addetti ai lavori aveva considerato i bianconeri come possibile finalista alla vigilia del campionato. Il Viareggio elimina prima il Follonica e poi il Breganze. Si arrenderà solo a gara-5 della finale-scudetto contro il Forte dei Marmi, dalla rosa stellare.
Invece in Coppa Italia, dove i bianconeri eliminano il Bassano e riescono a ribaltare il risultato sfavorevole contro il Forte dei Marmi in semifinale.
Ai tempi supplementari perderà contro il Breganze in finale. Per i bianconeri è stata la quinta finale giocata negli ultimi sei anni.

## Maglie e sponsor
| 1ª divisa | 2ª divisa |

## Organigramma societario
- Presidente: Alessandro Palagi
- Vicepresidente: Massimo Barozzi
- Consiglieri: Renzo Pardini
- Direttore sportivo:
- Segretaria:
- Addetto stampa:

## Organico

### Giocatori
Dati tratti dal sito internet ufficiale della Federazione Italiana Sport Rotellistici.
| N° | Naz.                 | Ruolo    | Sportivo              |  |  |  |
| -- | -------------------- | -------- | --------------------- |  |  |  |
|    | Italia (bandiera)    | Portiere | Lorenzo Paoli         |  |  |  |
|    | Argentina (bandiera) | Esterno  | Fernando Montigel     |  |  |  |
|    | Italia (bandiera)    | Portiere | Leonardo Barozzi      |  |  |  |
|    | Italia (bandiera)    | Esterno  | Elia Cinquini         |  |  |  |
|    | Italia (bandiera)    | Esterno  | Romeo D'Anna          |  |  |  |
|    | Italia (bandiera)    | Esterno  | Mirko Bertolucci      |  |  |  |
|    | Italia (bandiera)    | Esterno  | Alessandro Bertolucci |  |  |  |
|    | Italia (bandiera)    | Esterno  | Nicola Palagi         |  |  |  |
|    | Italia (bandiera)    | Esterno  | Andrea Deinite        |  |  |  |
|    | Italia (bandiera)    | Esterno  | Samuele Muglia        |  |  |  |

### Staff tecnico
- 1º Allenatore:  Alessandro Bertolucci
- 2º Allenatore: n.a.
- Meccanico: